# Let Forever Be
 (juin 2024).
Si vous disposez d'ouvrages ou d'articles de référence ou si vous connaissez des sites web de qualité traitant du thème abordé ici, merci de compléter l'article en donnant les références utiles à sa vérifiabilité et en les liant à la section « Notes et références ».
Singles de The Chemical Brothers
Hey Boy Hey Girl
(1999) Out of Control (en)
(1999)
Pistes de Surrender
Orange Wedge Asleep From A Day
Let Forever Be est un single du groupe anglais de musique électronique The Chemical Brothers tiré de leur troisième album studio, Surrender (1999). À l'instar d'un précédent single, Setting Sun (1996), Noel Gallagher, guitariste-compositeur du groupe de Britpop Oasis a  écrit, composé et chanté la piste.
Les effets de cymbale de la batterie dans la chanson comportent des similitudes avec ceux de Tomorrow Never Knows des Beatles.
Les deux faces-B sont des extraits de pistes de l'album Surrender, The Sky Diamond est un échantillon de la chanson Surrender, et Studio K de The Sunshine Underground.
La chanson apparaît dans une scène supprimée du film Eurotrip, dans laquelle les personnages principaux, des jumeaux, s'embrassent dans un bar, emportés par une ivresse érotique. La chanson s'entend également dans le film tourné en 2000 à Manchester Jimmy Grimble. Enfin, on retrouve la chanson au début d'un épisode nommé Triple Threat des Experts à Miami (2007, saison 5, épisode 18).
Let Forever Be est une des chansons les plus connues du groupe, et est le quatrième single du groupe a rentrer dans le top 10 des UK Singles Chart. La chanson a été aussi l'un de leurs plus grands hits aux États-Unis, où il a culminé à la 29e place sur le Billboard Hot 100 Tracks.

## Liste des titres
- CD  CHEMSD9  ASW95999-2

1. Let Forever Be – 3:56
2. The Diamond Sky – 3:37
3. Studio K – 5:48

- K7  CHEMSC9

1. Let Forever Be – 3:56
2. The Diamond Sky – 3:37

- Vinyle 12"  CHEMST9

1. Let Forever Be – 3:56
2. Let Forever Be (Démo) - 4:14
3. The Diamond Sky – 3:37
4. Studio K – 5:48

- CD  VJCP-12127

1. Let Forever Be – 3:56
2. Let Forever Be (Démo) - 4:14
3. Studio K – 5:48